# Julia Molińska-Woykowska
Julia Molińska-Woykowska (ur. 12 marca 1816 w Bninie, zm. 9 sierpnia 1851 we Wrocławiu) – polska publicystka, poetka, pisarka literatury dla dzieci, autorka podręczników dla dzieci oraz powiastek o charakterze moralizatorskim, jedna z pierwszych polskich emancypantek.

## Życiorys
Urodziła się w rodzinie urzędniczej, ojciec Wiktor był z pochodzenia szlachcicem. W Lesznie skończyła gimnazjum, studiowała we Wrocławiu, a potem pracowała jako guwernantka we dworach w Wielkopolsce. Doskonale znała języki francuski i niemiecki. W 1839 zamieszkała w Poznaniu. W 1840 otworzyła tu pensję dla dziewcząt z nowoczesnym programem nauczania (literatura, historia oraz nauki przyrodnicze), lecz władze pruskie zakład zamknęły. 
W 1841 we Wrocławiu poślubiła Antoniego Woykowskiego. 
W 1838 nawiązała kontakt z redakcją "Tygodnika Literackiego". Od 1840 publikowała w czasopiśmie, pisząc na tematy filozoficzne, społeczne, estetyczne oraz literackie. Z czasem zajęła się jego redakcją, pisała też reportaże (m.in. z zakładu psychiatrycznego w Owińskach). W 1845 założyła z mężem "Pismo dla Nauczycieli Ludu i Ludu Polskiego", pierwsze na ziemiach polskich pismo pedagogiczne. Inne efemeryczne pisma, które wydawali Woykowscy, to "Poznańczyk", "Gazeta Wielkopolska Niedzielna" oraz "Dziennik Handlowy". Pisała też do poznańskiej "Gazety Polskiej", tygodnika "Stadło" wydawanego w Budziszynie, "Dziennika Domowego", oraz "Dziennika Polskiego". 
W 1848 udała się do Berlina, gdzie wraz z Bettiną von Arnim zabiegała o uwolnienie polskich powstańców walczących podczas Wiosny Ludów (szczególnie adwokata Jakuba Krauthofera). Efektem znajomości z Bettiną von Arnim była współpraca publicystyczna i książka Polenbrochure o życiu Polaków pod zaborami (1848).
W latach 1849–1850 prowadziła z mężem księgarnię i drukarnię.  
Stworzyła salon literacki będący miejscem spotkań pisarzy, artystów oraz liberalnych myślicieli. Gościła m.in. Anielę i Edwarda Dembowskich (1846), Jana Czerskiego, byłego księdza, apostatę (1845), Ryszarda Berwińskiego, Piotra Dahlmana, Romana Zmorskiego, Franciszka Żyglińskiego. Znała Bibiannę Moraczewską i Narcyzę Żmichowską. Była zwolenniczką upolitycznienia literatury oraz reprezentowała wybrane idee Huguesa-Félicité'a-Roberta de Lamennaisa, Julesa Micheleta, Pierre'a-Josepha Proudhona i Adama Mickiewicza. Zwracała uwagę zachowaniem uważanym za ekscentryczne.
Nazywana była polską (lub poznańską) George Sand.
Kiedy w 1850 zmarł jej mąż, sprzedała drukarnię. Podupadła na zdrowiu. Już wcześniej wyjeżdżała na turnusy zdrowotne w uzdrowiskach w Sudetach. W ostatnich miesiącach życia zainteresowała się towianizmem. W styczniu 1851 zmarli jej rodzice. Zatrzymała się u brata w Trzemesznie, ale przeniosła się potajemnie do Wrocławia. Zmarła w obłąkaniu w Szpitalu Wszystkich Świętych we Wrocławiu.

## Twórczość
- Piosnki dla ludu wiejskiego (1843)
- Mały Tadzio. Elementarzyk dla grzecznych chłopczyków (1844)
- Marynia mała. Elementarzyk dla dziewcząt polskich (1844)
- Dzieje polskie od Leszka aż do śmierci królowej Jadwigi opisane (1845)
- Dwie książki, które stary Wojciech na jarmarku w miasteczku kupił (1846)
- O poćciwym Janku i dobrej Marysi (1846)
- Dzieje naszej świętej ojczyzny Polski ukochanej (1850)
- Z Kudowy (1850)

## Upamiętnienie
Razem z mężem upamiętniona jest ulicą na poznańskim Piątkowie.
W 2018 była bohaterką wystawy "Bez kompromisów. Julia Woykowska w XX-wiecznym Poznaniu" w Bramie Poznania ICHOT.
Jest patronką Fundacji im. Julii Woykowskiej, w ramach której prowadzone są szkolenia i warsztaty, organizowane akcje społeczne i happeningi, realizowane projekty herstoryczne.
Jest jedną z bohaterek serii "Poznaniacy i poznanianki, poznaj ich!", która powstała w ramach projektu "Witaj w Poznaniu" i obejmuje materiały do nauki języka polskiego jako drugiego.
W Dzień Kobiet w 2020 w Poznaniu odbył się happening, podczas którego chętne osoby wcieliły się w różne bohaterki z przeszłości miasta i regionu, m.in. w Julię Woykowską. Powstały żywe pomniki, a ich fotografie były później prezentowane w przestrzeni miasta. Można je też obejrzeć online. 